# Resiniferatossina
La resiniferatossina (RTX) è una sostanza chimica che si trova nella Euphorbia resinifera, una pianta simile a un cactus che cresce in Marocco, e nella Euphorbia poissonii che cresce nella Nigeria del Nord.
È analoga alla capsaicina, ma molto più potente (circa 1 000 volte), ed è considerata la sostanza più piccante al mondo attualmente conosciuta, con un valore pari a 16 miliardi di SHU sulla Scala di Scoville.

## Attività biologica
La resiniferatossina attiva il recettore vanilloide transitorio 1 (TRPV1) in una sottopopolazione di nervi afferenti primari coinvolti nella nocicezione, la trasmissione del dolore fisiologico.  TRPV1 è un canale ionico nella membrana plasmatica dei neuroni sensoriali e la stimolazione con la resiniferatossina fa sì che questo canale ionico diventi permeabile ai cationi, in particolare al calcio. L'afflusso di cationi provoca la depolarizzazione del neurone, trasmettendo segnali simili a quelli che verrebbero trasmessi se il tessuto innervato venisse bruciato o danneggiato. Questa stimolazione è seguita da desensibilizzazione e analgesia, in parte perché le terminazioni nervose muoiono per sovraccarico di calcio.

## Tossicità
La resiniferatossina è piuttosto tossica e può causare causticazioni in piccole quantità. L'azione principale della resiniferatossina è di attivare i neuroni sensoriali responsabili della percezione del dolore. Attualmente è il più potente agonista di TRPV1 noto, con un'affinità di legame con TRPV1 circa 500 volte maggiore rispetto alla capsaicina, la molecola caratteristica dei peperoncini piccanti come Capsicum annuum, Capsicum Chinense,  Capsicum Baccatum o Capsicum futescens. Esperimenti condotti sui ratti suggeriscono che, nell'uomo, l'ingestione di 1,672 g può essere fatale o causare gravi danni alla salute. Provoca grave dolore bruciante in quantità anche inferiore al microgrammo se ingerito per via orale.

## Ricerca
Sorrento Therapeutics ha studiato RTX come mezzo per alleviare il dolore per le forme di cancro avanzato.
Una volta si pensava che le proprietà desensibilizzanti dei nervi di RTX fossero utili per trattare la vescica iperattiva (OAB) impedendo alla vescica di trasmettere "sensazioni di urgenza" al cervello, in modo simile a come possono impedire ai nervi di trasmettere segnali di dolore; RTX non ha mai ricevuto l'approvazione della FDA per questo uso. RTX è stato anche precedentemente studiato come trattamento per cistite interstiziale, rinite ed eiaculazione precoce permanente.